# دینو رودژا
دینو رودژا (کرواتی: Dino Rađa؛ زادهٔ ۲۴ آوریل ۱۹۶۷) یک بازیکن بسکتبال اهل کرواسی است.
از باشگاه‌هایی که در آن بازی کرده‌است می‌توان به ویرتوس رم، باشگاه بسکتبال المپیاکوس، باشگاه بسکتبال اسپلیت، باشگاه بسکتبال پاناتینایکوس، سیبونا زاگرب، و بوستون سلتیکس اشاره کرد.
وی در مسابقات بین‌المللی در مجموع برندهٔ ۲ مدال طلا، ۲ مدال نقره، ۴ مدال برنز شده‌است.